# Hai He
Hai He (chiń. upr. 海河; pinyin Hǎi Hé), dawniej zwana Bai He (chiń. upr. 白河; pinyin Bái Hé, w starszej transkrypcji Peiho) – rzeka we wschodnich Chinach. Uchodzi do zatoki Pohaj Morza Żółtego. Powstaje z połączenia pięciu rzek, które łączą się przed miastem Tianjin (Tiencin). Powierzchnia dorzecza wynosi 265 tysięcy km². W Tianjin, poprzez Wielki Kanał łączy się z rzekami Huang He i Jangcy.